# Pico Humboldt

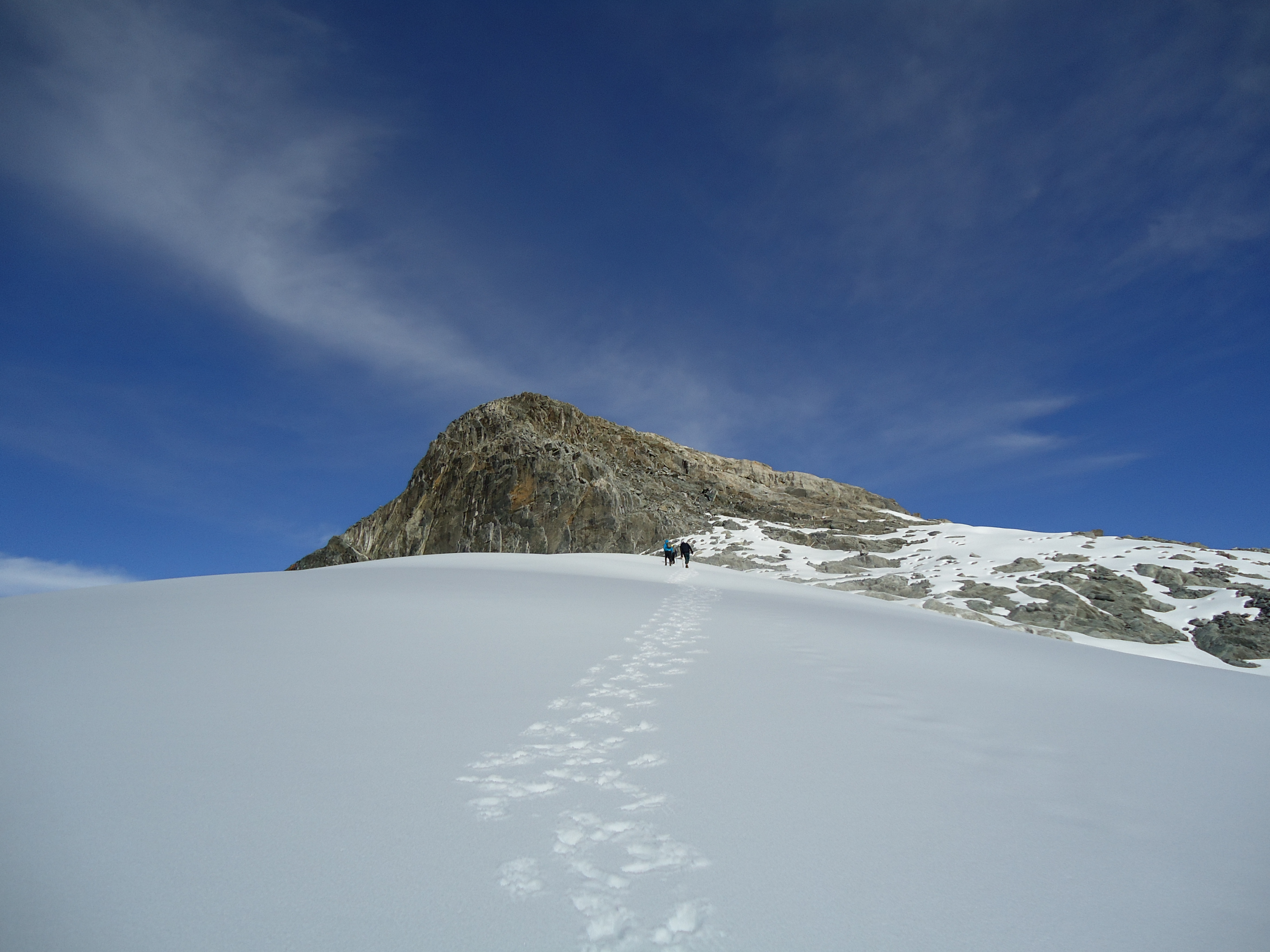
Glaciar de la corona al fondo pico humboldt

El pico Humboldt es el segundo pico más alto de Venezuela, con unos 4942 metros sobre el nivel del mar. Se encuentra ubicado en la Sierra Nevada de Mérida, en los Andes de Venezuela (estado Mérida). Tiene un nivel de precipitación anual de 950 mm.
El pico Bonpland, que se encuentra cerca y al norte del Pico Humboldt, y los páramos circundantes están contenidos en el Parque nacional Sierra Nevada.

## Capa glaciar

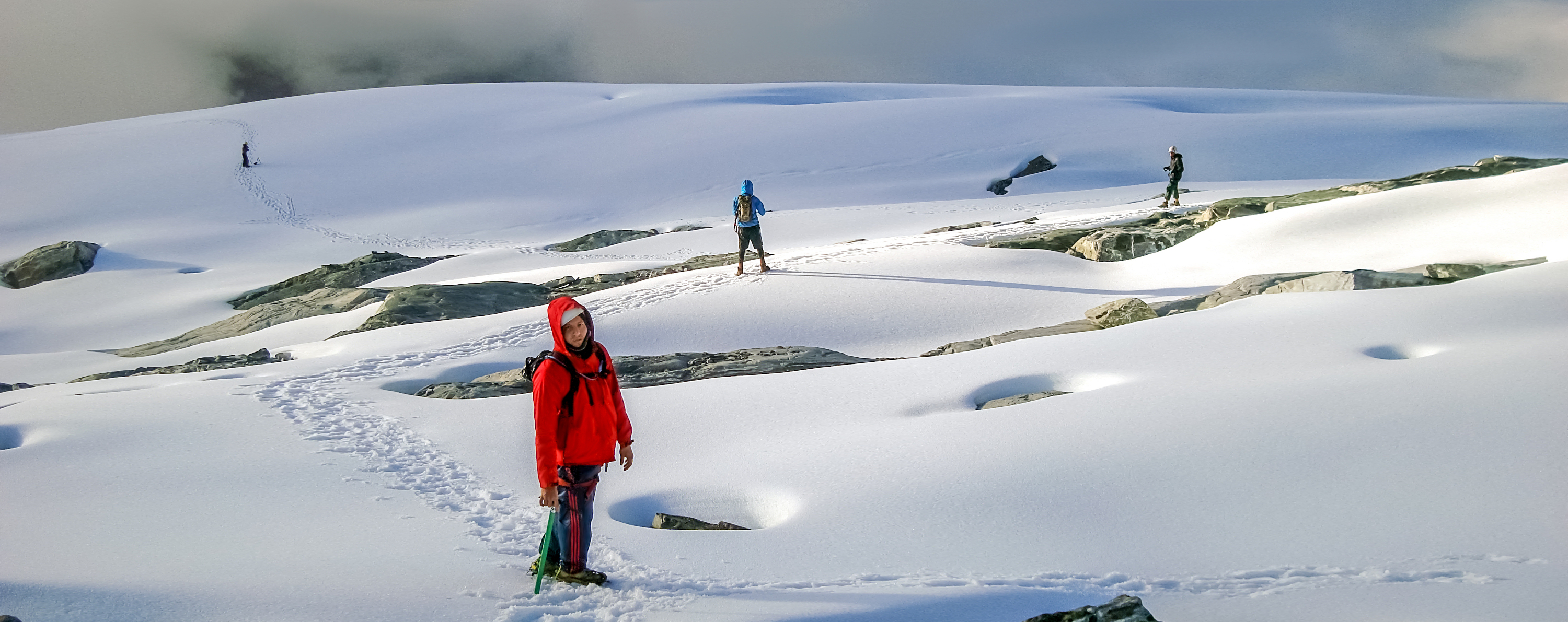
Andinistas atravesando el glacial Humboldt para atacar la cumbre en 2011

La cumbre cuenta con el glaciar La Corona en el lado noroeste del pico Humboldt. A inicios del siglo XX, la masa glaciar cubría con su manto el Pico Humboldt y el Pico Bonpland. La masa glaciar era de 20 ha en 2012 y cuatro años después se calculó en 7,5 ha, en 2016.  Se prevé que desaparezca en un plazo de cinco años, haciendo que Venezuela sea el primer país de la era moderna en perder todos sus glaciares.
| Año  | Hectáreas |
| ---- | --------- |
| 1910 | 285       |
| 2012 | 20        |
| 2016 | 7,5       |
| 2024 | 2         |

En 2017 se calculó que el glaciar La Corona alimenta con el 30 % de sus aguas de deshielo a las lagunas El Suero, Verde y La Coromoto.
El glaciar La Corona, ubicado en la cumbre del lado noreste del Pico Humboldt en Venezuela enfrenta una situación crítica. Un grupo de científicos, montañistas y fotógrafos, asociados al proyecto "Donde Venezuela toca el cielo", proclamaron a través de redes sociales que este glaciar debería ser reconocido oficialmente como "muerto". Esta afirmación se basa en las directrices establecidas por el glaciólogo islandés Oddur Sigurdsson, quien sostiene que un glaciar se considera "muerto" cuando se vuelve demasiado delgado para moverse por su propio peso. Esta condición se confirmó en 2014, cuando Sigurdsson clasificó al glaciar islandés Okjokull bajo esta categoría.
El grupo de "Donde Venezuela toca el cielo" señaló que, a pesar de que muchos continúan refiriéndose a la última cobertura de hielo sobre el Humboldt como un glaciar, en realidad, ha dejado de serlo hace años. El glaciar La Corona, actualmente, se encuentra en un "equilibrio negativo", lo que implica que se está derritiendo a un ritmo más acelerado del que puede acumular hielo, ya sea debido al calor o a la falta de precipitaciones en forma de nieve. Este proceso ha resultado en una amplia "área de ablación", donde la pérdida de hielo es más rápida que su capacidad de retención.
De continuar esta tendencia, la masa de nieve del glaciar La Corona podría desaparecer completamente en un lapso de cinco años, principalmente debido al calentamiento global. Su deshielo contribuye a la alimentación de tres lagunas cercanas: El Suero, Verde y La Coromoto. La desaparición de este glaciar, de acuerdo con el proyecto, convertiría a Venezuela en el primer país americano en quedarse sin glaciares.

### Desaparición glaciar
La desaparición de este glaciar, que se suma a la pérdida de otros cuatro en la región andina venezolana, ha reducido la cobertura glaciar en el país de aproximadamente 1000 hectáreas hace un siglo, a un mero remanente de hielo que representa el 0,4% de su extensión original. Esta situación ha llevado al gobierno venezolano a proponer la implementación de mantas geotérmicas para proteger lo que queda del glaciar, una técnica utilizada en diversos países con el fin de mitigar el impacto de los rayos solares y preservar el hielo. Sin embargo, la efectividad de este método ha sido cuestionada por expertos, quienes argumentan que la pérdida del glaciar es irreversible y que el proyecto carece de un estudio de impacto ambiental adecuado. Además, se ha expresado preocupación por el potencial impacto medioambiental de los microplásticos derivados de la degradación de estas mantas. A pesar de estas críticas, el plan procede con la intención de "salvar los glaciares de Mérida", según declaraciones del presidente Nicolás Maduro y el gobernador de Mérida, Jehyson Guzmán.La situación del glaciar también afecta el turismo de montaña y plantea interrogantes sobre la viabilidad de escaladas futuras en el pico Humboldt debido a la transformación del paisaje de hielo a roca.

### Operación de rescate del glaciar

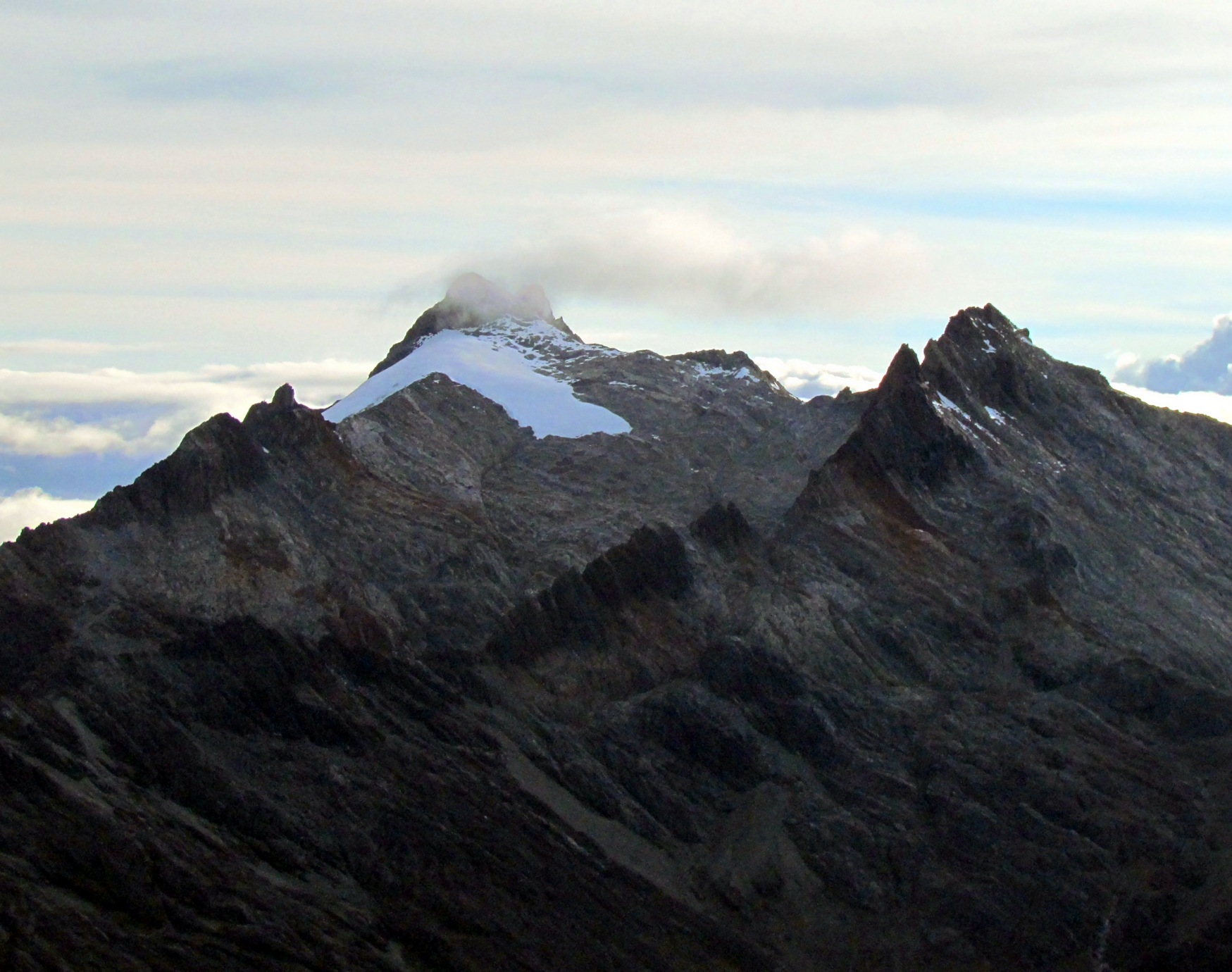
Glaciar La Corona junto al pico Humboldt.

La operación de rescate del glaciar La Corona del Pico Humboldt en Mérida, Venezuela, iniciada por el gobierno de Nicolás Maduro en diciembre de 2023, ha involucrado una colaboración inusual entre entidades públicas y la organización privada ProBiodiversa. Esta iniciativa, que intenta frenar el deshielo del glaciar mediante un manto geotextil, ha suscitado controversia y escepticismo en la comunidad ambientalista. ProBiodiversa, una fundación creada en 2010 con el objetivo de proteger la diversidad biológica de Venezuela, reapareció en 2023 como actor principal en este proyecto, a pesar de su perfil bajo y desconocimiento general entre los especialistas en conservación. La organización adquirió el material geotextil en España, una tarea que normalmente realizaría el gobierno, lo que generó dudas sobre la legalidad y transparencia del proceso de contratación.
El plan implica cubrir una parte del glaciar con mallas geotextiles para reflejar los rayos solares y así reducir el deshielo. Sin embargo, la mayoría de las organizaciones ambientalistas, incluidos investigadores de la Universidad de Los Andes, se han pronunciado en contra de la operación, argumentando que no se realizaron estudios de impacto ambiental necesarios para una intervención en el Parque Nacional Sierra Nevada, un Área Bajo Régimen de Administración Especial (Abrae). Además, existen preocupaciones sobre la liberación de microplásticos y la falta de un protocolo de seguridad claro.

Expertos como Maximiliano Bezada y Juan Carlos Rojas reconocen que los geotextiles han mostrado cierta efectividad en los Alpes suizos, pero advierten que su aplicación en Venezuela puede ser diferente y posiblemente ineficaz debido a las condiciones climáticas y geográficas. A pesar de la oposición y las críticas, el gobierno de Maduro continúa promoviendo el proyecto como un plan pionero para mitigar el cambio climático en glaciares tropicales, aunque la comunidad científica destaca la inminente desaparición del glaciar debido al calentamiento global.

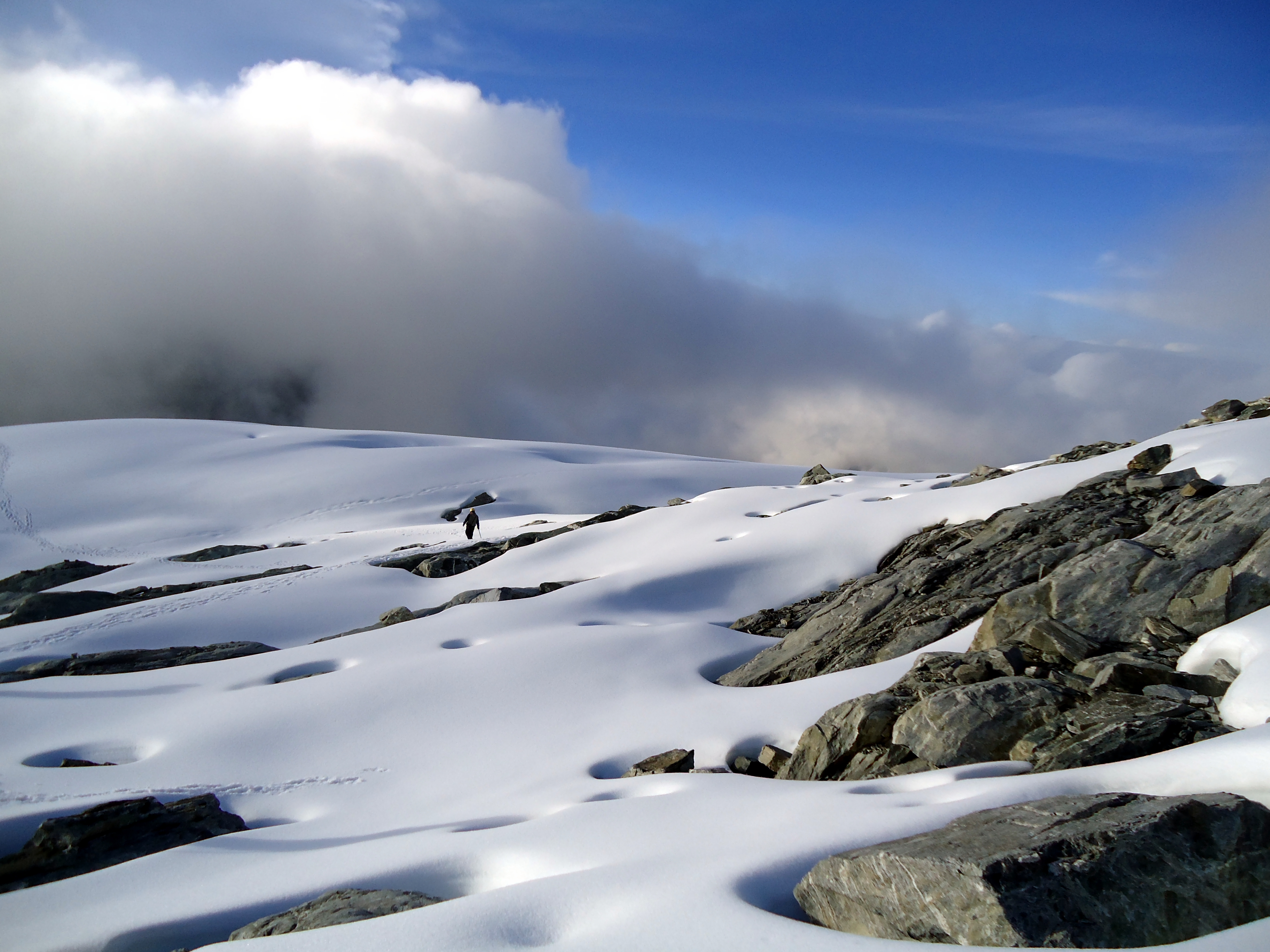
Glaciar del Pico Humboldt, Venezuela

## Accidentes
En el año 2000 un grupo de seis jóvenes pertenecientes al grupo de rescate Enrique Bourgoin, se encontraban realizando labores de entrenamiento ascendiendo la cara Noreste del Pico Humboldt, cuando fueron sorprendidos por una avalancha, dejando cinco muertes.